# Zebraspringstaart
De zebraspringstaart (Fasciosminthurus quinquefasciatus) is een springstaartensoort uit de familie van de Bourletiellidae. De wetenschappelijke naam van de soort is voor het eerst geldig gepubliceerd in 1898 door Krausbauer.
De soort komt voor in Centraal-Europa en houdt van droge, schaarsbegroeide en warme terreinen. De soort is ook waargenomen in België in 1965 en in Nederland in 2013.